# كريستينا هيدبيرغ
كريستينا هيدبيرغ (بالسويدية: Kristina Hedberg)‏ هي صحفية سويدية، ولدت في 4 مارس 1970 في غوتنبرغ في السويد.